# Wladimir Kaminer

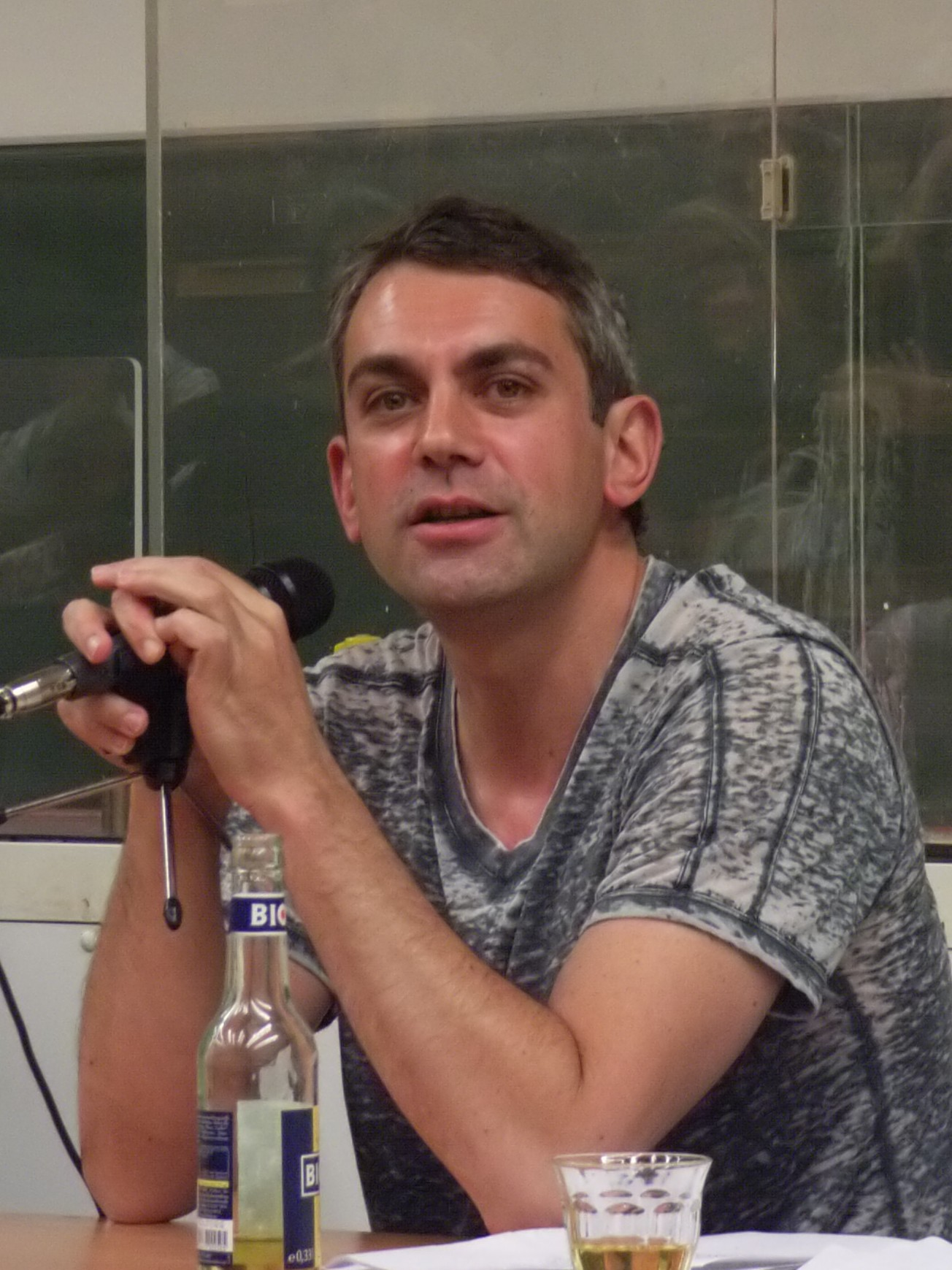
Wladimir Kaminer (2008)

Wladimir Kaminer, född 19 juli 1967 i Moskva, är en tysk författare och kolumnist av rysk-judisk härkomst. Han är känd för sina verk Militärmusik och Russendisko. Han skriver alla sina texter på tyska och inte på modersmålet ryska. 
Kaminer kom till Berlin 1990 och fick då asyl i Östtyskland som alltjämt existerade. Han fick även medborgarskap innan Tysklands återförening 3 oktober 1990 varpå han blev tysk medborgare. Han var under flera år medlem av gruppen Reformbühne Heim & Welt som varje vecka läste historier på Kaffee Burger. Han publicerade samtidigt sina texter i tyska tidningar och sände programmet Wladimirs Welt på Radio Multikulti (SFB 4). Genombrottet som författare kom med Russendisko (2000) och Schönhauser Allee (2001).

### På svenska
- Militärmusik (2007)
- Ryssdisco (2008)

### På tyska
- Russendisko (2000)
- Schönhauser Allee (2001)
- Militärmusik (2001)
- Die Reise nach Trulala (2002)
- Mein deutsches Dschungelbuch (2003)
- Ich mache mir Sorgen, Mama (2004)
- Karaoke (2005)
- Küche totalitär. Das Kochbuch des Sozialismus (2006)
- Ich bin kein Berliner. Ein Reiseführer für faule Touristen (2007)
- Mein Leben im Schrebergarten (2007)
- Es gab keinen Sex im Sozialismus (2009)
- Debbie Macht Dallas* (1998)